# Траянови валове
Трая̀новите вàлове са фортификационни системи от укрепления под формата на земни насипи с ров в Добруджа и Бесарабия, на територията на днешните Украйна, Молдова и Румъния.
Според проф. Петър Коледаров името „Троян“ е условно назоваване на пътища, окопи, проходи и други съоръжения от по-стара епоха, което е като синоним на „римски“ или „византийски“, а често пъти и за такива от периода на османотурското господство на Балканите. Нещо повече, обекти с наименование „Траян“ или „троянов“ могат да се изведат и от думата в румънски език „troian” със значение: „насип“, „пряспа“, „окоп“ и не биха могли да имат общо с римския император Марк Улпий Траян. Макар при него Римската империя достига максималното си разширение, присъединявайки към територията си и Дакия, тя не включва териториите, където всъщност са повечето от т.нар. „Траянови валове“.
Съществува спор между учените, дали някаква част от съоръженията е дело на римляните и до каква степен те са изградени от византийци, готи и прабългари. Редица български учени, които работят по темата, като проф. Рашо Рашев, проф. Станчо Ваклинов, проф. Петър Петров, проф. Петър Коледаров, д-р Деян Рабовянов, проф. Васил Златарски, Йордан Венедиков, и др. в свои академични публикации твърдят, че голяма част от укрепителните съоръжения издигнати в региона са прабългарски. Това мнение се поддържа и от британските професори Джон Бейгнал Бъри и Стивън Рънсиман, унгарския проф. Геза Фехер, румънския проф. Петре Дякону, чешкия акад. Карел Шкорпил и т.н. 
Същото се подкрепя и от средновековни летописи, в които се посочва, че: „Испор (Аспарух) цар ..... създаде и велик презид (укрепен вал) от Дунава до морето.“ и също: "Страната на българите е окръжена с ограда (вал) .... тази ограда е подобна на стена при ров.”  